# Stadsgårdshissen
| Hissen omkring 1910 och hundra år senare. |  | Hissen omkring 1910 och hundra år senare. |
| Hissen omkring 1910 och hundra år senare. |  |                                           |

Stadsgårdshissen (även Sofiahissen) är en numera nedlagd personhiss från 1907 på Södermalm i Stockholm. Hissen låg öster om Katarinahissen och gick mellan Stadsgården och Katarinavägens övre del. Under 2008 genomgick hissens byggnadsdelar en genomgripande renovering.

## Historik

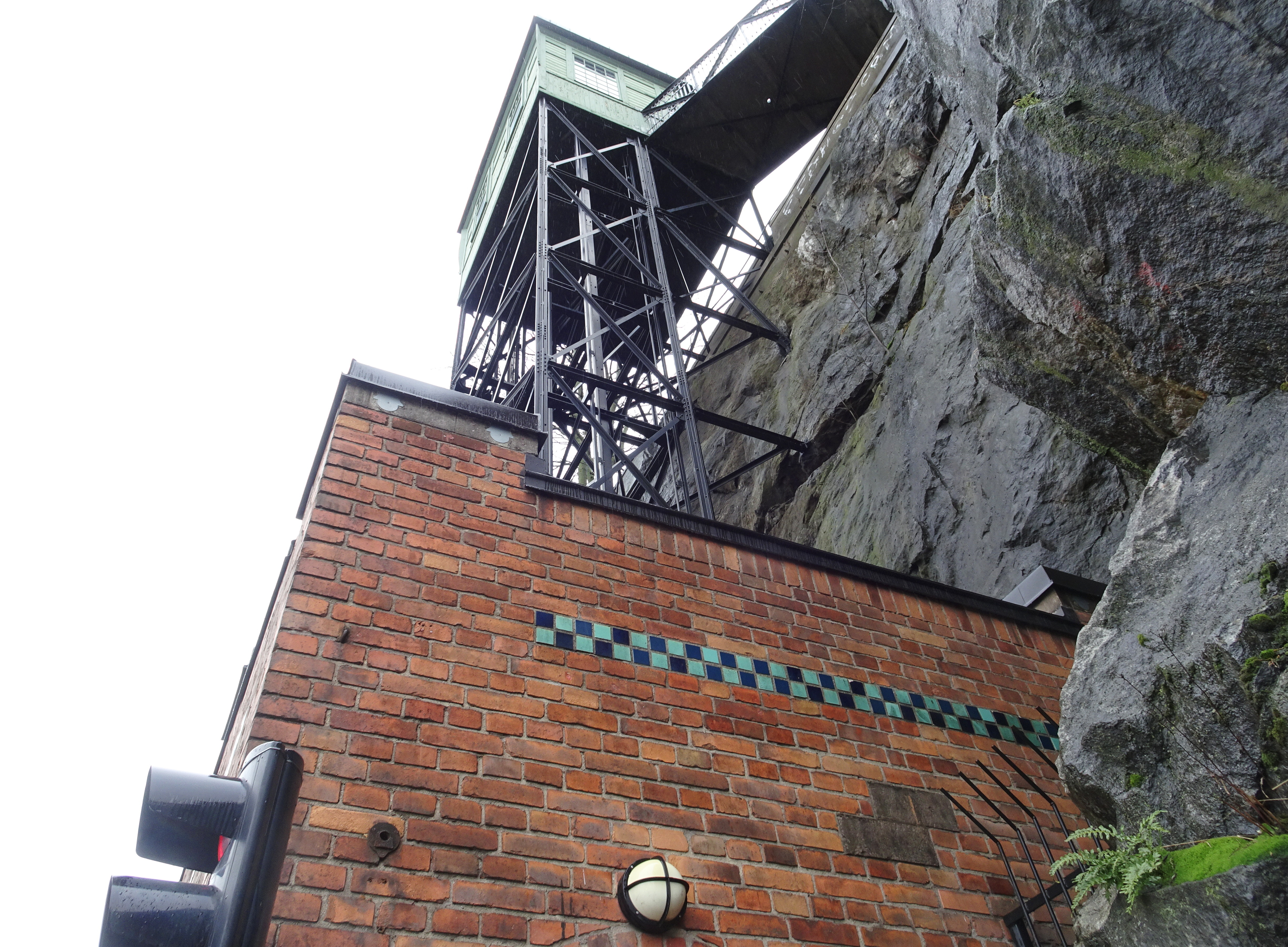
Stadsgårdshissen, övre och nedre stationen, 2019.

Hissen tillkom på initiativ av grosshandlaren och konsuln E. W. Djurling, som även stod för byggkostnaden på drygt 50 000 kronor. Anläggningens nedre del är uppförd i rött tegel medan den övre delen är en målad träbyggnad med plåttak. Däremellan sträcker sig ett öppet stålfackverk. Den övre stationen nås via en gångbrygga, den undre går idag rakt ut på den hårt trafikerade Stadsgårdsleden men vid hissens tillkomst fanns här ett kajområde. 
Maskineriet hade konstruerats och monterats av hissfirman Graham Brothers. Stadsgårdshissen invigdes den 22 december 1907 och hade året därpå 245 911 trafikanter. Den var då den tredje hissen (efter Katarinahissen och Mariahissen) som uppfördes för att förbinda Södermalms höga förkastningsbrant med kajområdena nedanför.
Hissen användes huvudsakligen av hamnarbetare för att lättare kunna ta sig till jobbet, och var vardagar i drift mellan kl. 06:30 och 17:00. Det kostade 7 öre att åka med hissen, oavsett om man åkte upp eller ner. År 1967 hade antalet passagerare minskat till 29 000 årligen, och året därpå slutade hissen att ha förare. Hissen togs ur bruk den 1 oktober 1971. Byggnaden ägs och förvaltas av AB Stadsholmen.

## Övrigt
Åren 1983–2017 användes hissens övre byggnadsdel som ateljé av konstnären och trubaduren Carl Anton.
Det var även han som räddade hissen från total rivning under förutsättning att han stod för underhållet. 
Sedan 2018 används hissen av fotografen Jeppe Wikström.

## Bilder

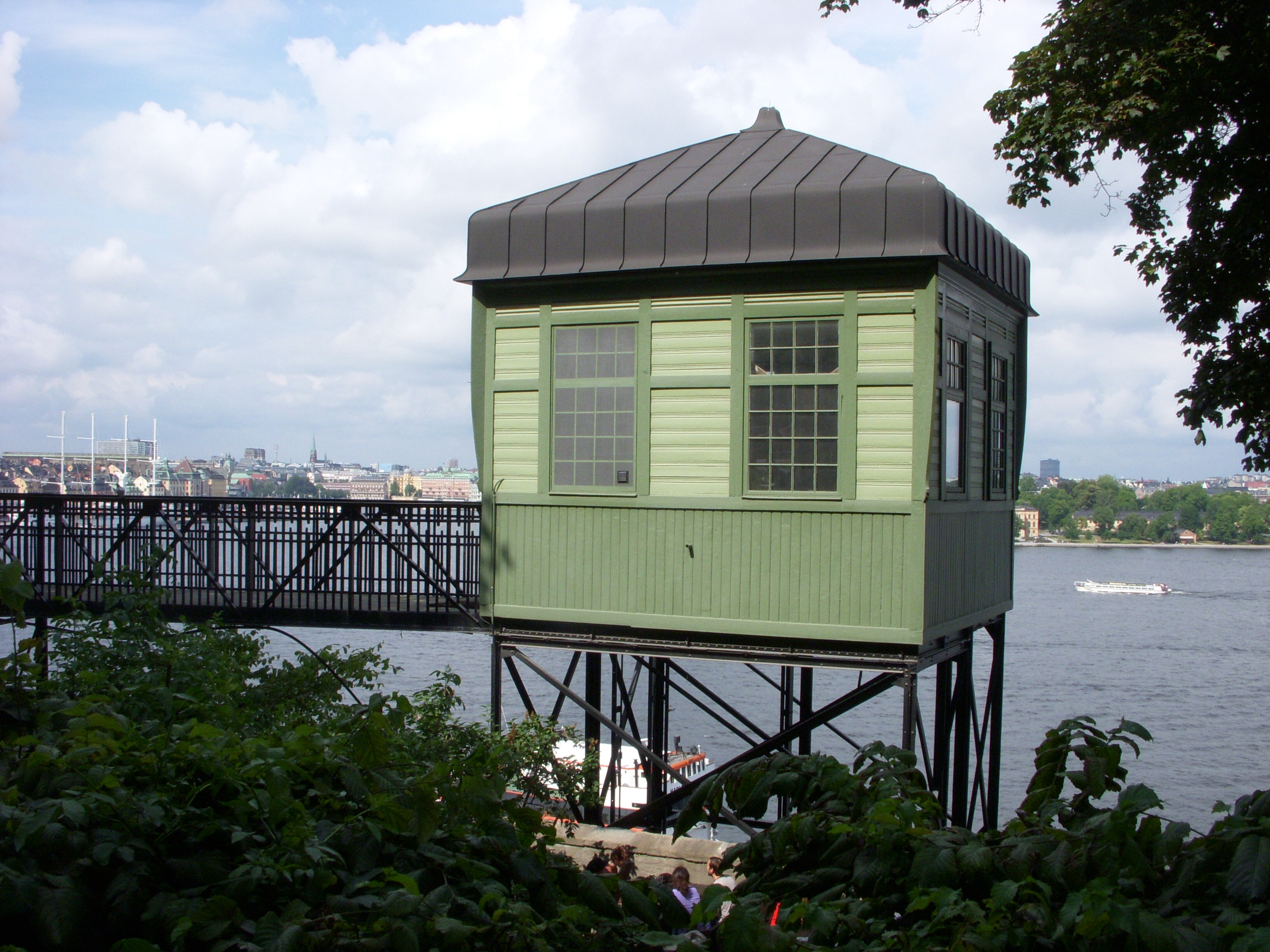
Övre stationen.
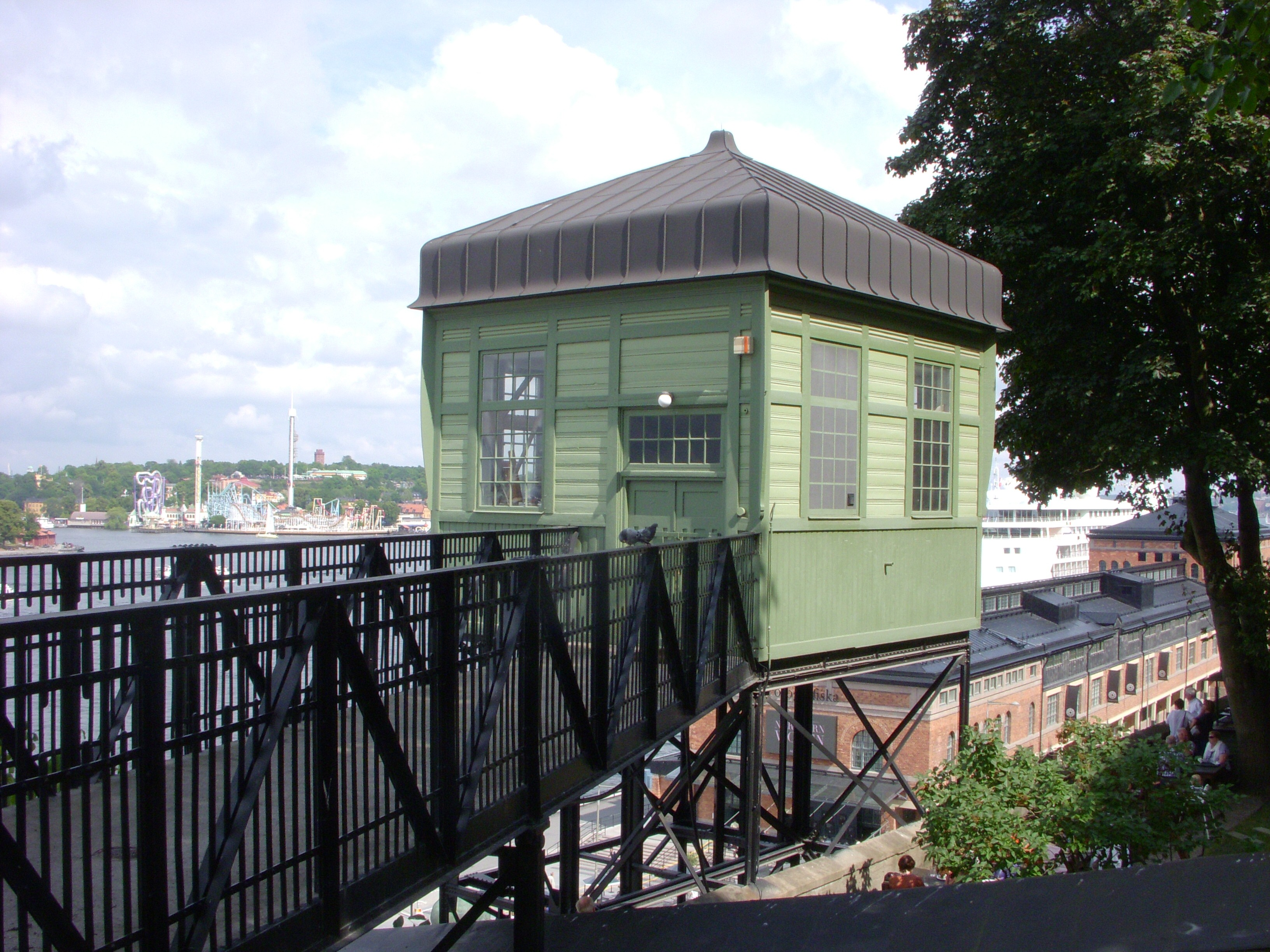
Övre stationen.
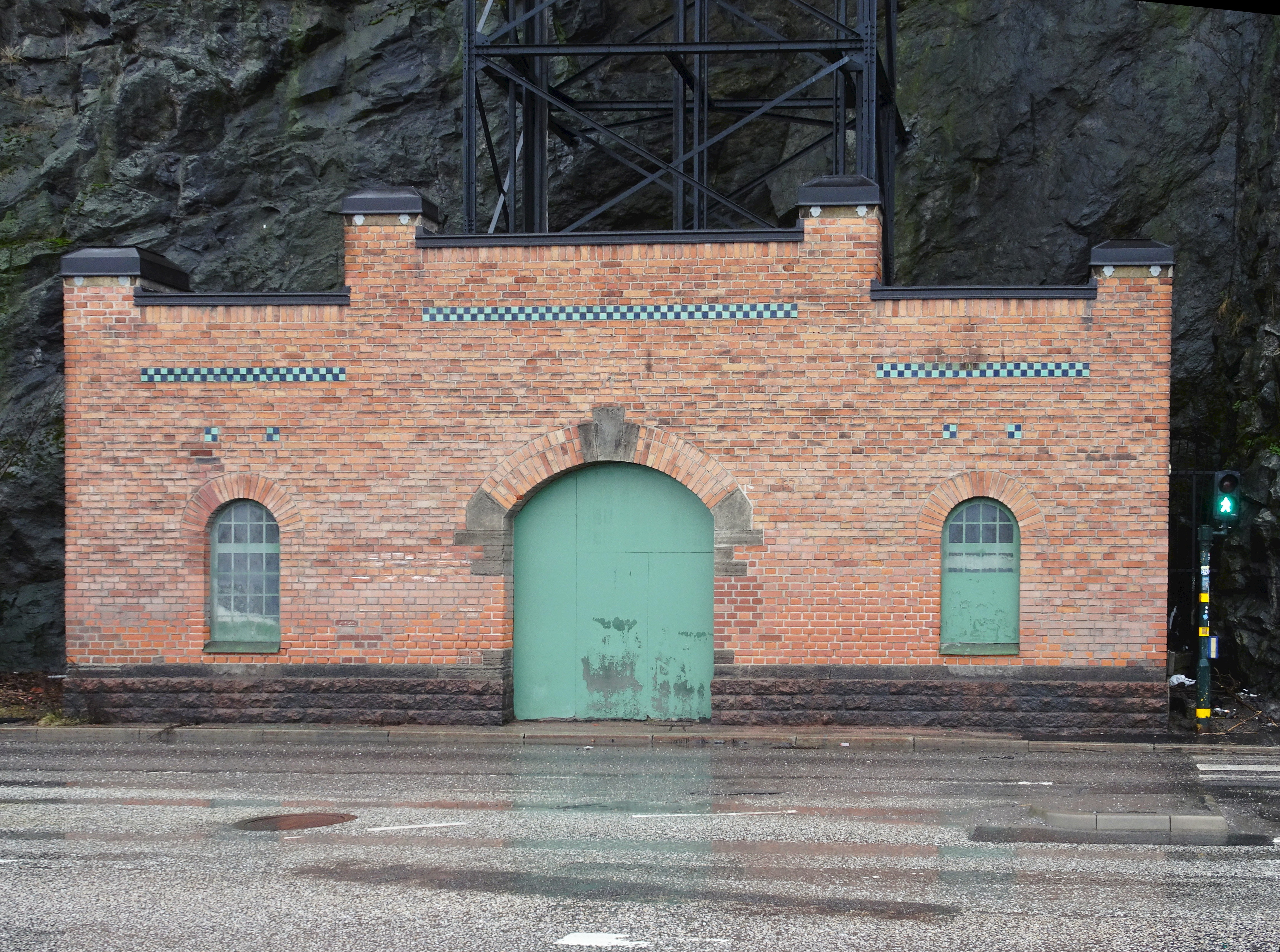
Nedre stationen.
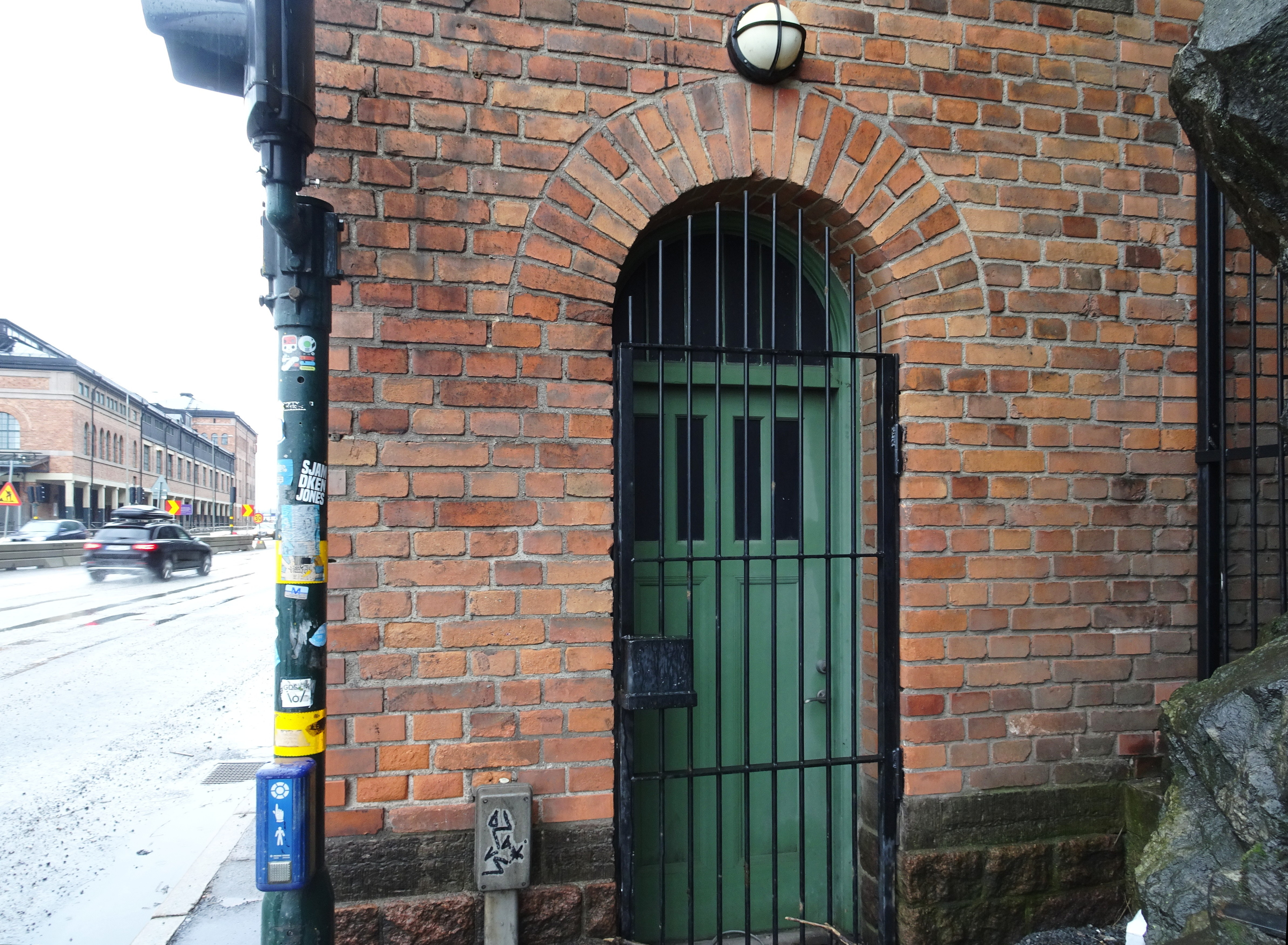
Nedre stationen.